# Elvenking
Elvenking — Пауэр-метал группа, основанная в 1997 году в коммуне Сачиле  (Италия). Наиболее известна своим альбомом "Heathenreel".

## Название
Название "Elvenking" (читается Элвэнки́нг) переводится "Король эльфов".

## История

### Ранние годы
Группа была основана в октябре 1997 года двумя гитаристами - Айданом и Ярпеном. К этой идее давних друзей побудила общая страсть к металу и фольклорным мотивам. Хотя к ним скоро присоединился басист Саргон, начинающая группа столкнулась с множеством проблем, которые в свою очередь, препятствовали развитию группы. Но в 1998 году, когда к музыкантам присоединился Дамнагорас и барабанщик Зендер, группа обрела некоторую стабильность. Главная цель, которую с самого начала Elvenking поставили перед собой, состоит в том, чтобы создать гармоничную смесь, сочетающую народную музыку и пауэр метал и . После того, как музыканты набрались опыта на концертных выступлениях, группа решила записать альбом To Oak Woods Bestowed, 2000 году. Damnagoras пришлось выполнять сразу две функции — вокалиста и бас-гитариста, как записи альбома так и последующих концертов, поскольку Sargon ранее вышел из состава группы. Демо альбом был достаточно успешен, что позволило Elvenking подписать контракт с немецким лейблом AFM Records.
После подписания контракта с лейблом, Gorlan, друг Aydan и Jarpen, присоединяется к группе в качестве бас-гитариста, на сессионной основе, но вскоре он перешёл в основной состав.
Запись первого полноформатного альбома прошла в «New Sin Audio Design» под руководством Луиджи Стефанини, а микшированием занимался Фредрик Нордстром в Fredman Studios. Обложка диска была создана Трэвисом Смитом, а эмблема группы была спроектирована J.P. Fournier, который также проектировал обложки для Avantasia и Immortal. Альбом был выпущен 23 июля 2001. После записи альбома Elvenking совершал поездку по Европе, выступая на разогреве у таких известных групп, как Blind Guardian, Gamma Ray, Edguy и Virgin Steele.
В августе 2002 года Damnagoras был вынужден оставить группу, из за проблем со здоровьем. Elvenking приняли на работу нового вокалиста Kleid, который быстро влился в группу. Elyghen, скрипач, он же клавишник, вступил в группу позднее. В обновленном составе группа записала их второй альбом, Wyrd, запись прошла прошли в Gernhart studios, а микширование было предоставлено Ахиму Кюхлеру, которое он провел в House of music studios и закончено 19 апреля 2004 года.
В конце 2004 года Damnagoras возвращается, занимая место Kleid, и Elvenking начинает работать над их третьим альбомом, The Winter Wake.
4 февраля 2005, основной гитарист Jarpen покинул Elvenking.
The Winter Wake был записан и премьера состоялась 11 марта 2006 года в Порденоне, Италия.
3 ноября 2006, объявили о работе над новым альбомом, согласно официальному Web-сайту. 14 сентября 2007 он был выпущен. Альбом назвали The Scythe, и он является концептуальным альбомом на тематику смерти.
14 апреля 2008, группа объявила, что они начинали работу над следующим альбомом и что это будет «полностью акустический альбом». В более поздних интервью группа объявила, что они рассматривают новый альбом, как шанс исследовать народные влияния, а также как возможность поэкспериментировать в новых областях. Также было добавлено, что у Elvenking уже был некоторый материал, написанный для «тяжелого» альбома, однако, этот альбом будет ждать, пока не будет выпущен акустический альбом.
14 января 2009 Elvenking объявили на веб-сайте о новом гитаристе, Rafahel. Он гастролировал с группой в течение прошлого года, и теперь является официальным членом группы.
20 марта 2010 года группа отправилась в студию Piranha в Карсдорфе, Германия, с продюсером Деннисом Вардом, чтобы приступить к записи нового альбома Red Silent Tides. Исполнительным продюсером альбома, выход которого предварительно намечен на сентябрь 2010 года, стал Мэт Синнер.
В 2012 году вышел 7-й альбом Era.
В начале 2014 года Elvenking выпустили свой 8-й студийный альбом, The Pagan Manifesto. Первый сингл, Elvenlegions, был выпущен на Soundcloud и посвящён поклонникам. Сопровождающее музыкальное видео для песни было выпущено в конце апреля.

## Состав

### Сегодняшний состав
- Damnagoras — вокал (ранее также бас)
- Aydan — гитара, бэк-вокал
- Rafahel — гитара
- Jakob — бас
- Lethien — скрипка
- Symohn — ударные

### Бывшие участники
- Sargon — бас
- Jarpen — гитара, вокал
- Kleid — вокал
- Gorlan — бас
- Elyghen — клавишные, скрипка
- Zender — ударные

## Дискография

### Демо
- To Oak Woods Bestowed (2000)

### Синглы
- From Blood To Stone (2008)
- The Cabal (2010)

### Студийные альбомы
- Heathenreel (2001)
- Wyrd (2004)
- The Winter Wake (2006)
- The Scythe (2007)
- Two Tragedy Poets (…And A Caravan Of Weird Figures)(2008)
- Red Silent Tides (2010)
- Era (2012)
- The Pagan Manifesto (2014)
- Secrets of the Magick Grimoire (2017)
- Reader of the Runes - Divination (2019)
- Reader of the Runes - Rapture (2023)